# Bonnin (cratère)
Pour les articles homonymes, voir Bonnin.
Bonnin est un cratère de 28,5 km de diamètre situé sur Vénus. Il a été nommé en l'honneur de Gertrude Bonnin, ou Zitkala-Sa.